# Ferro-kaersutite
La ferro-kaersutite è un raro minerale non ancora approvato dall'Associazione Mineralogica Internazionale (IMA); appartiene supergruppo dell'anfibolo, all'interno del quale viene collocato nel "gruppo degli anfiboli con W(O)-dominante" e da lì al "gruppo contenente la radice kaersutite nel nome"; essendo un anfibolo, appartiene agli inosilicati e pertanto alla famiglia minerale dei "silicati"; possiede composizione chimica NaCa2(Fe2+3Ti4+Al)(Si6Al2)O22O2.
La ferro-kaersutite viene definita con:
- sodio dominante in posizione A
- ferro dominante in posizione C2+
- alluminio dominante in posizione C3+

I minerali ipotetici sono nomi assegnati dall'IMA ai termini di una serie non ancora trovati in natura oppure a sostanze artificiali per cui si presume anche l'esistenza in natura. Nel caso specifico è stato definito nella revisione della nomenclatura degli anfiboli del 2012 (IMA 2012) ma non è ancora stato trovato in natura.

## Etimologia e storia
Il nome è dovuto al suo contenuto di ferro e alla sua relazione con la kaersutite, che a sua volta deve il proprio nome al villaggio di Qaarsut (Kaersut) del nord della Groenlandia.

## Classificazione
La nona edizione della sistematica dei minerali di Strunz, aggiornata dall'Associazione Mineralogica Internazionale (IMA) fino al 2009, elenca la ferrokaersutite (senza il trattino in mezzo) nella classe "9. Silicati (germanati)" e da lì nella sottoclasse "9.D Inosilicati", questa viene suddivisa in base alla struttura cristallina del minerale, in modo tale che la ferrokaersutite possa essere trovata nella sezione "9.DE Inosilicati con catene doppie di periodo 2, Si4O11; clinoanfiboli" dove forma il sistema nº 9.DE.10.
Nell'edizione successiva, proseguita dal database "mindat.org" e chiamata Classificazione Strunz-mindat, la ferro-kaersutite rispetta la stessa classificazione, ma viene elencata nel sistema nº 9.DE.15.
Nella Sistematica dei lapis (Lapis-Systematik) di Stefan Weiß la ferro-kaersutite è nella classe dei "silicati" e nella sottoclasse degli "inosilicati"; qui è nella sezione formata dai minerali con struttura "[Si4O11] a due bande 6-; gruppo degli anfiboli; Ca2-anfiboli" dove forma il sistema nº VIII/F.10.

## Abito cristallino
La ferro-kaersutite cristallizza nel sistema monoclino nel gruppo spaziale C2/m (gruppo nº 12).

## Origine e giacitura
La ferro-kaersutite si ottiene da sieniti, camptoniti ed essexiti; la paragenesi è con feldspati alcalini, oligoclasio, biotite, ilmenite-magnetite.
Il minerale è piuttosto raro ed è stato trovato solo in pochi siti sparsi per il mondo. Non essendo ancora stata approvata dall'IMA, la ferro-kaersutite non possiede una località tipo ed è stata trovata in Australia (nel Victoria) e nell'Oceano Pacifico (catena sottomarina di Magellano).
Negli Stati Uniti è stata rinvenuta nelle contee di Middlesex, di Contea di San Bernardino e di Gila; in Brasile (Ceará); in India (negli Stati di Andhra Pradesh e di Orissa); in Russia (nel territorio di Krasnojarsk).
In Europa ritrovamenti in Scozia (area di Argyll e Bute); Slovacchia (nel distretto di Lučenec); in Bosnia ed Erzegovina (a Doboj).

## Forma in cui si presenta in natura
La ferro-kaersutite forma cristalli prismatici di colore che va dal marrone scuro al nero e con lucentezza vitrea. Il colore dello striscio è grigio-marrone-nero.

## Proprietà fisiche
La ferro-kaersutite mostra pleocroismo con colori giallo lungo {\displaystyle x}, verde sporco lungo {\displaystyle y} e marrone verdastro lungo {\displaystyle z}.